# Charency-Vezin
Charency-Vezin település Franciaországban, Meurthe-et-Moselle megyében. Lakosainak száma 616 fő (2022. január 1.). Charency-Vezin Allondrelle-la-Malmaison, Colmey, Épiez-sur-Chiers, Longuyon, Saint-Jean-lès-Longuyon, Villers-le-Rond, Villette és Velosnes községekkel határos.

## Népesség
A település népességének változása:
| Lakosok száma | 648  | 557  | 505  | 623  | 657  | 652  | 616  | 600  | 605  | 616  |
|               | 1968 | 1982 | 1990 | 2006 | 2013 | 2015 | 2017 | 2019 | 2020 | 2022 |